# Mollakent, Bulanık
Mollakent là một thị trấn thuộc huyện Bulanık, tỉnh Muş, Thổ Nhĩ Kỳ. Dân số thời điểm năm 2011 là 1.672 người.